# Branch Davidians

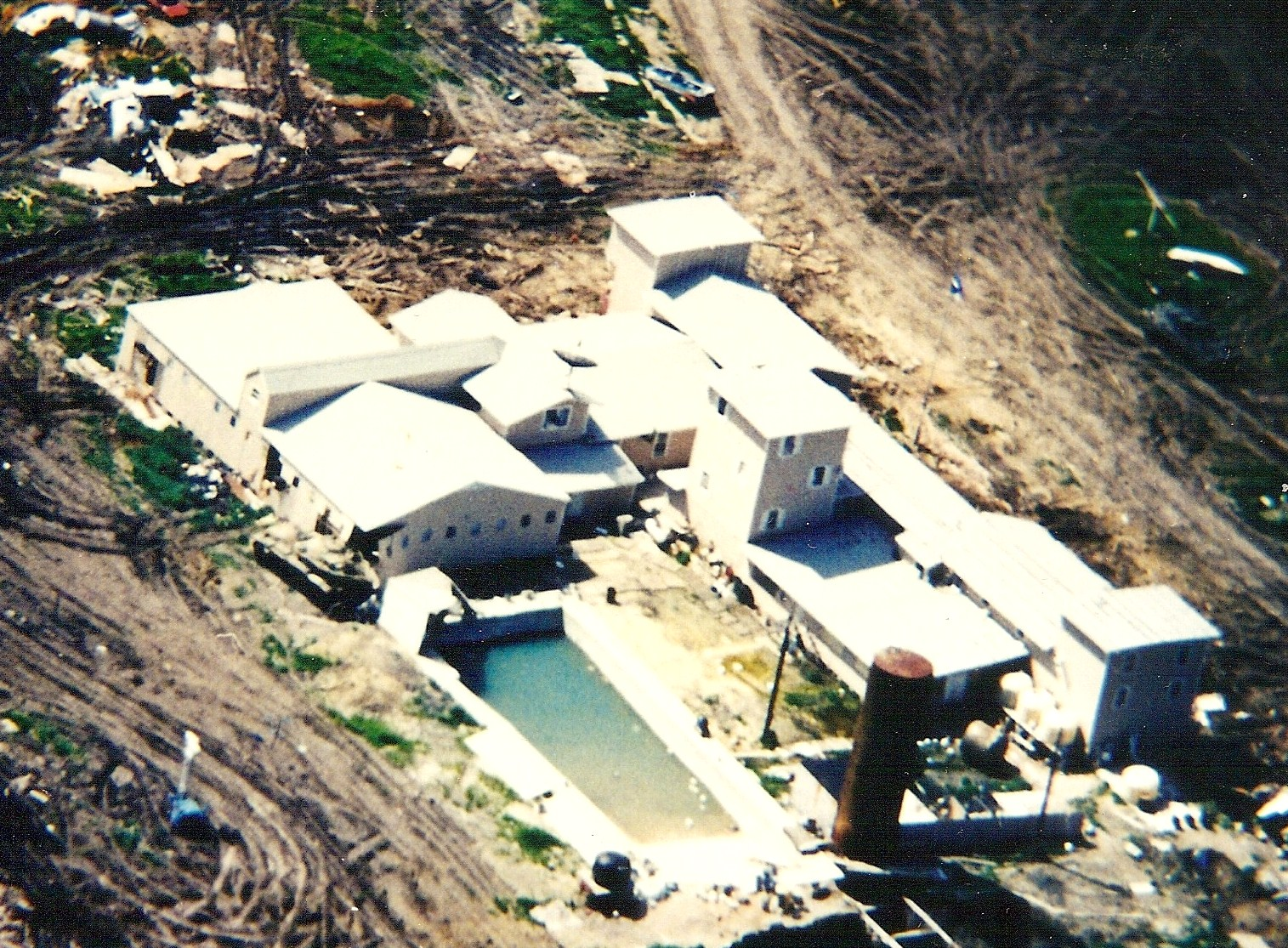
Mount Carmel Center

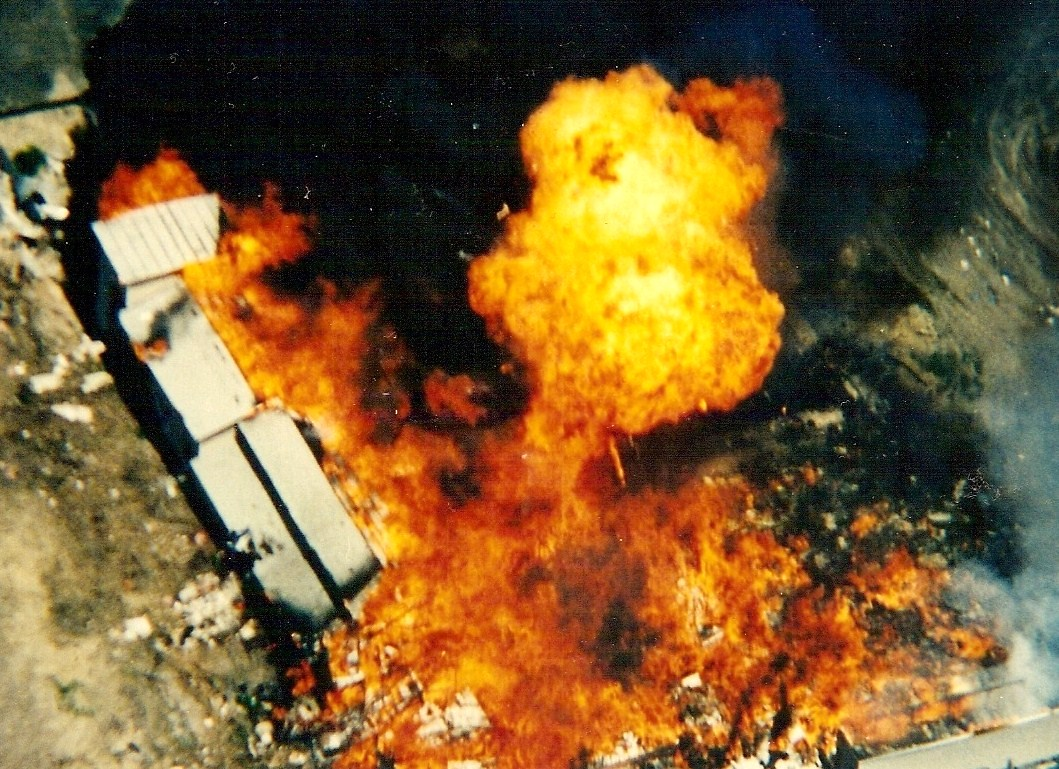
Mount Carmel Center in brand tijdens de bestorming

De Branch Davidians is een religieuze groep of sekte gevestigd in de Amerikaanse stad Waco (Texas) waarvan nog slechts een restant over is.  De groep is een van de afsplitsingen binnen het adventisme en een afsplitsing van de Davidian Seventh Day Adventists of Davidian Seventh-day Adventist Association, oorspronkelijk Sheperd's Rod genoemd. Uit deze afsplitsing ontstond de groep van de davidians, opgericht en geleid door de zelfbenoemde sekteleider David Koresh. 

## Bestorming
De davidians hadden zich teruggetrokken op een ranch, Mount Carmel Center genoemd. Op 28 februari 1993 kwamen agenten van het federale Bureau of Alcohol, Tobacco, Firearms and Explosives (ATF), het alcohol-, tabak- en vuurwapenbureau in de Verenigde Staten onder vuur te liggen toen ze Koresh wilden arresteren wegens verdenking van illegaal bezit van wapens en explosieven. Vier ATF-agenten kwamen hierbij om het leven en zestien raakten gewond. Ook vijf sekteleden werden gedood.
Het ATF schakelde de FBI in. Deze stuurde in de weken na voornoemd voorval enkele honderden agenten om de situatie onder controle te krijgen. Onderhandelingen, waarin verschillende psychologische tactieken werden toegepast, liepen op niets uit.
De pas aangestelde minister van Justitie Janet Reno gaf toestemming voor een inval. Op 19 april 1993 bestormde de FBI het gebouw van de sekte met zwaar materieel en gebruikte hierbij tanks en traangas. Er brak een vuurgevecht uit, het complex vatte vlam en brandde uit, waarbij 51 volwassenen en 25 kinderen omkwamen. Ook David Koresh werd hierbij gedood. Negen mensen overleefden het. Veel sekteleden, onder wie Koresh, bleken door kogels te zijn gedood.
De FBI heeft steeds volgehouden dat het vuur werd aangestoken van binnenuit. Dit wordt bevestigd door een van de overlevenden van de brand aan het eind van het tweede deel van de documentaireserie Waco: madman or messiah? Tijdens de hoorzittingen is bewezen dat het vuur startte op het moment dat de tanks hun laatste gaten in de gebouwen hadden geslagen en het traangas hadden binnengespoten. Ook werd door een warmtebeeldcamera (FLIR) bevestigd dat, terwijl de keuken aan het branden was, twee agenten van buiten het vuur openden op het gebouw.

## In de media
Een uitzending van het programma Seconds from Disaster was gewijd aan de belegering van de Branch Davidians.